# هدنهم
هدنهم (به انگلیسی: Hedenham) یک روستا و محله مدنی در بریتانیا است که در South Norfolk واقع شده‌است. هدنهم ۷٫۳۰ کیلومتر مربع مساحت و ۲۴۰ نفر جمعیت دارد.